# Mannlicherjev okvir
Mannlicherjev okvir je tip okvirja, ki se ga v fiksno nabojišče strelnega orožja potisne (polni) skupaj z naboji. Razvil ga je avstrijski puškar Ferdinand Mannlicher okoli leta 1885.
Uporablja se v naslednem orožju:
- Manliherica M.85
- Manliherica M.86
- Gewehr 88
- Manliherica M.88 in M.90
- Manliherica M.90 (karabinka)
- Berthier
- Carcano
- Romunska manliherica
- Manliherica M.95
- Nizozemska manliherica
- Lee Navy M1895
- RSC M1917
- Pedersen
- Puška 35M
- M1 Garand

Poleg tega tipa okvirja obstajata še dva; Mauserjev in škatlasti.

## Galerija
- Prvi okvir Mannlicherjevega tipa, za puško M.85
- Okvirček za puško Carcano
- Okvirček za avstrijsko manliherico M.88 in novejše
- Okvir za Gewehr 88
- Okvir za nizozemsko in romunsko manliherico
- Okvir za francosko polavtomatsko puško RSC 1917